# Bardsragujn chumb 2009
Il Bardsragujn chumb 2009 è stato la 18ª edizione del campionato di calcio armeno, disputato tra il 21 marzo e il 7 novembre 2009 e concluso con la vittoria del Pyunik FC al suo dodicesimo titolo, nono consecutivo.
Capocannoniere del torneo fu Art'owr K'očaryan (Ulisses FC) con 15 reti.

## Stagione

### Novità
Non ci furono retrocessioni né promozioni rispetto alla stagione precedente. Infatti secondo il regolamento solo l'ultima avrebbe dovuto retrocedere, e di conseguenza la prima della seconda divisione avrebbe dovuto essere promossa. Ma avendo vinto il campionato di divisione la squadra dello Shengavit, che si tratta della squadra riserve dell'Uliss Erevan (squadra di prima divisione), si decise di ripescare il Kilikia Yerevan.

### Formula
Le 8 squadre partecipanti si sfidarono quattro volte fra di loro (andata e ritorno + andata e ritorno), meccanismo che garantì la disputa di 28 giornate totali.
La squadra campione d'Armenia si qualificò alla UEFA Champions League 2010-2011, partendo dal secondo turno preliminare.
Le squadre classificate al secondo e terzo posto furono ammesse alla UEFA Europa League 2010-2011, partendo entrambe dal primo turno preliminare con il vincitore della Coppa Nazionale è ammesso alla UEFA Europa League 2010-2011 che iniziò dal secondo turno preliminare.
Retrocedette l'ultima classificata.

## Squadre partecipanti
| Club           | Città  | Stadio | Posizione 2008     |
| -------------- | ------ | ------ | ------------------ |
| Shirak FC      | Gyumri |        | 7°                 |
| Banants        | Kotayk |        | 5°                 |
| Kilikia FC     | Erevan |        | 8°                 |
| Ararat Yerevan | Erevan |        | 2°                 |
| Mika Yerevan   | Erevan |        | 4°                 |
| Ulisses FC     | Erevan |        | 6°                 |
| FC Pyunik      | Erevan |        | Campione d'Armenia |
| Gandzasar FC   | Kapan  |        | 3°                 |

## Classifica finale
|                    | Pos. | Squadra     | Pt | G  | V  | N | P  | GF | GS | DR  |
| ------------------ | ---- | ----------- | -- | -- | -- | - | -- | -- | -- | --- |
| Armenia (bandiera) | 1.   | P'yownik    | 65 | 28 | 20 | 5 | 3  | 64 | 13 | +51 |
|                    | 2.   | Mika Erevan | 58 | 28 | 18 | 4 | 6  | 59 | 34 | +25 |
|                    | 3.   | Ulisses     | 53 | 28 | 16 | 5 | 7  | 47 | 25 | +22 |
|                    | 4.   | Banants     | 44 | 28 | 13 | 5 | 10 | 40 | 29 | +11 |
|                    | 5.   | Ganjasar    | 38 | 28 | 12 | 2 | 14 | 32 | 47 | -15 |
|                    | 6.   | Širak       | 23 | 28 | 5  | 8 | 15 | 24 | 55 | -31 |
|                    | 7.   | Kilikia     | 20 | 28 | 5  | 5 | 18 | 22 | 51 | -29 |
|                    | 8.   | Ararat      | 14 | 28 | 2  | 8 | 18 | 20 | 54 | -34 |

Legenda:

      Campione di Armenia e ammessa alla Champions League
      Ammessa alla Coppa UEFA
      Retrocessa in Aradżin Chumb
Note:

Tre punti a vittoria, uno a pareggio, zero a sconfitta.

### Verdetti
- Campione d'Armenia:  P'yownik
- UEFA Champions League 2010-2011 2º turno preliminare:  P'yownik
- UEFA Europa League 2010-2011 2º turno preliminare:  Mika Erevan
- UEFA Europa League 2010-2011 1º turno preliminare:  Banants e  Ulisses
- Retrocessa:  Ararat

## Classifica marcatori
| Gol |  |  | Giocatore         | Squadra     |
| --- |  |  | ----------------- | ----------- |
| 15  |  |  | Art'owr K'očaryan | Ulisses     |
| 14  |  |  | Arsen Avetisyan   | Ganjasar    |
| 14  |  |  | Boti Demel        | Mika Erevan |
| 11  |  |  | Henrik Mkhitaryan | P'yownik    |
| 11  |  |  | Samvel Melkonyan  | Banants     |
| 11  |  |  | Artyom Adamyan    | Ulisses     |
| 10  |  |  | Aram Voskanyan    | Mika Erevan |
| 10  |  |  | Albert Tadevosyan | P'yownik    |